# Марица (хотел)
Хотел „Марица“ е четиризвезден хотел, намиращ се в Пловдив, на северния бряг на река Марица на булевард „Цар Борис III“, срещу входа на панаира. Хотелският комплекс е полифункционален и включва две кули с височина 55 м. и помощни сгради.

## История
Оригиналната сграда е построена във връзка с провеждане на Световния младежки фестивал през 1968 г. в България.
Компания „Виктория Груп“ придобива хотела през 1996 г. След приватизацията, оригиналната сграда е облицована с алуминий и стъкло. Близо 17 години продължи изграждането на втората кула и помощните сгради на комплекса. Новото крило се състои от 17 етажна сграда, в която има два конферентни центъра, подземен паркинг, търговски център, спортен център, СПА, фитнес, офиси и хотелска част.